# Distretto di Galšar
Il distretto di Galšar è uno dei diciassette distretti (sum) in cui è suddivisa la provincia del Hėntij, in Mongolia. Conta una popolazione di 1.807 abitanti (censimento 2010). 